# La Désirade (Guadalupe)
La Désirade, llamada en criollo Dézirad, o Déziwad es una comuna francesa situada en el departamento de Guadalupe, de la región de Guadalupe.
El gentilicio francés de sus habitantes es désiradiens y désiradiennes.

## Situación
La comuna abarca la totalidad del territorio de las islas de La Deseada e Islas de Petite Terre.

## Barrios y/o aldeas
Beauséjour, Baie-Mahault, Les Galets, Petites-Anses, La Ramée, Les Sables, Le Souffleur, Isla de Tedde-de-Bas e isla de Terre-de-Haut (ambas islas conforman las Islas de Petite Terre).

## Demografía
| Gráfica de evolución demográfica de La Désirade (Guadalupe) entre 1961 y 2013 |
|                                                                               |

Fuente: Insee